# Passages d'outremer
Les  Passages faiz oultre mer par les François contre les Turcqs et autres Sarrazins et Mores oultre marins, appelés plus couramment Passages d'outremer  sont des chroniques écrites par Sébastien Mamerot et conservées dans un manuscrit enluminé réalisé en France vers 1472-1475, dont les 66 miniatures sont attribuées au peintre Jean Colombe. Il est actuellement conservé à la Bibliothèque nationale de France sous la cote Fr. 5594.

## Historique
En 1472, Louis de Laval, gouverneur de Champagne et conseiller de Louis XI, passe commande auprès de son chapelain et secrétaire Sébastien Mamerot d'une chronique des Croisades. Après la chute de Constantinople en 1453, le pape relance l'idée d'une croisade pour la libération des lieux saints. Ce projet n'a jamais été suivi d'effet, mais suscite un regain d'intérêt pour ces épisodes passés. La rédaction est commencée en 1472 et achevée selon sa dédicace le 19 avril 1474 à Vierzon. La décoration du manuscrit a sans doute commencé juste après et s'est achevée dans le courant des années 1470 par Jean Colombe, enlumineur installé à Bourges,.
Par la suite, le manuscrit appartient à Diane de Poitiers puis un peu plus tard à Charles-Henri de Clermont-Tonnerre (1571-1640), d'après les ex-libris présents dans l'ouvrage. Il est détenu ensuite par le cardinal Jules Mazarin. Il entre dans les collections de la bibliothèque royale en 1668.

## Description
La chronique est en fait une compilation de différentes histoires réelles ou imaginaires ayant trait aux croisades menées au cours du Moyen Âge. L'histoire commence avec la conquête légendaire de Jérusalem par Charlemagne jusqu'à la bataille de Nicopolis en 1396 puis le Siège de Constantinople (1394-1402). L'ouvrage contient 66 miniatures, débordant parfois tout autour du texte. Quelques assistants ont participé aussi à la décoration, parmi lesquels peut-être Jean de Montluçon. Le manuscrit du texte de Sébastien Mamerot présente les caractéristiques habituelles de la « scripta » du moyen français, mais quelques traits le rattache au domaine picard.
Outre la chronique principale, le manuscrit contient d'autres textes en annexe, en fin d'ouvrage : 
- le discours « des trois grands », qui justifie cette épithète de la bouche d'Alexandre le Grand, Pompée et Charlemagne (f.277v-281r), comportant une lettrine illustrant chaque grand.
- les six âges, petite chronique de l'histoire universelle (f281v)
- L'ordre des regnes et regnans en France » (f.282-284), avec une lettrine représentant Priam
- L'épître en vers de Georges Chastellain à George, chroniqueur du duc de Bourgogne (f.284r-285v)

Un dernier texte est ajouté a posteriori, en tête de l'ouvrage : il s'agit de la traduction en français de la lettre du sultan Bajazed II, adressée de Constantinople, le 4 juillet 1488, au roi Charles VIII (f.3v) suivie de sa copie figurée en latin et en italien (f.4r).

## Autres versions du texte
Le texte de Sébastien Mamerot est repris dans deux autres manuscrits du XVe siècle, tous deux la Bibliothèque nationale de France (Fr.2626 et Fr.4769). Il est repris partiellement dans une version imprimée en 1518 à Paris par Michel Lenoir.